# Pulaski (Tennessee)
Pulaski település az Amerikai Egyesült Államok Tennessee államában, Giles megyében, melynek megyeszékhelye is. Lakosainak száma 8397 fő (2020. április 1.).

## Népesség
A település népességének változása:

| 2010 | 7 870 |
| 2020 | 8 397 |